# Cúp bóng đá Ukraina 2004–05
Cúp bóng đá Ukraina 2004–05 là mùa giải thứ 14 của giải đấu bóng đá loại trực tiếp hàng năm ở Ukraina. Trận đầu tiên diễn ra vào ngày 4 tháng 8 năm 2004 với cặp đấu giữa Rava và Shakhtar Donetsk ở Rava-Ruska, Lviv Region. Tuy nhiên các nguồn khác với tham khảo từ Liên đoàn bóng đá chuyên nghiệp Ukraina cho rằng giải đấu khởi tranh từ ngày 6 tháng 8 năm 2004 với trận đấu giữa Olkom và Dynamo Kyiv ở Melitopol, Zaporizhia Region. Theo truyền thống, trận chung kết diễn ra vào cuối tháng 5 năm sau khi mà Shakhtar thất bại trước Dynamo Kyiv trên sân Olympic Stadium với tỉ số 0–1.
Đây là mùa giải cuối cùng mà thể thức thi đấu không có vòng loại và vòng sơ loại. Các đội bóng bắt đầu từ Vòng 64 đội bất kể thứ hạng trong giải đấu như thế nào. Tuy nhiên đội bóng ở hạng thấp hơn được lợi thế đá trên sân nhà.

## Ngày thi đấu và bốc thăm
Tất cả các lễ bốc thăm đều diễn ra ở trụ sở FFU (Building of Football) ở Kiev.
| Vòng        | Ngày bốc thăm                                   | Ngày thi đấu                                    | Ngày thi đấu                                    |
| Vòng        | Ngày bốc thăm                                   | Lượt đi                                         | Lượt về                                         |
| ----------- | ----------------------------------------------- | ----------------------------------------------- | ----------------------------------------------- |
| Vòng 64 đội | ?                                               | 6-8, 14–15 tháng 8 năm 2004                     | 6-8, 14–15 tháng 8 năm 2004                     |
| Vòng 32 đội | ?                                               | 19–22 tháng 8 năm 2004                          | 19–22 tháng 8 năm 2004                          |
| Vòng 16 đội | ?                                               | 11–12 tháng 9 năm 2004                          | 11–12 tháng 9 năm 2004                          |
| Tứ kết      | ?                                               | 16–17 tháng 10 năm 2004                         | 19–20 tháng 11 năm 2004                         |
| Bán kết     | ?                                               | 21 tháng 4 năm 2005                             | 4 tháng 5 năm 2005                              |
| Chung kết   | 29 tháng 5 năm 2005 tại NSC "Olimpiyskiy", Kiev | 29 tháng 5 năm 2005 tại NSC "Olimpiyskiy", Kiev | 29 tháng 5 năm 2005 tại NSC "Olimpiyskiy", Kiev |

## Lịch thi đấu

### Vòng Một
Các trận đấu ở vòng Một diễn ra vào nửa đầu tháng 8 năm 2004. Các trận đấu chính thức diễn ra vào ngày 7 tháng Tám nếu không có gì trở ngại.
| FC Rava Rava-Ruska            | 1:4 | FC Shakhtar Donetsk        | tháng Tám 4                                                                |
| SC Olkom Melitopol            | 0:4 | FC Dynamo Kyiv             | tháng Tám 6                                                                |
| FC Dniester Ovidiopol         | 0:1 | FC Metalurh Donetsk        | (s.h.p.)                                                                   |
| FC Ros Bila Tserkva           | 0:1 | FC Obolon Kyiv             |                                                                            |
| FC Bukovyna Chernivtsi        | 0:1 | FC Borysfen Boryspil       |                                                                            |
| PFC Olexandria                | 0:2 | FC Arsenal Kyiv            |                                                                            |
| FC Zirka Kirovohrad           | 1:4 | FC Kryvbas Kryvyi Rih      |                                                                            |
| FC Hazovyk Kharkiv            | 1:4 | FC Metalurh Zaporizhia     | Game in Krasnokutsk                                                        |
| FC Helios Kharkiv             | 1:3 | SC Tavriya Simferopol      | Game on "Arsenal-Spartak Stadium" in Kharkiv                               |
| FC Krystal Kherson            | 0:1 | FC Vorskla Poltava         |                                                                            |
| FC Yavir Krasnopillya         | 3:1 | FC Zakarpattia Uzhhorod    |                                                                            |
| FC Nyva Ternopil              | 0:1 | FC Metalist Kharkiv        |                                                                            |
| FC Osvita Borodyanka          | 1:2 | FC Karpaty Lviv            |                                                                            |
| PFC Sevastopol                | 0:2 | FC Naftovyk Okhtyrka       |                                                                            |
| FC Palmira Odessa             | 1:1 | FC Stal Alchevsk           | (pk: 3:4), "Spartak Stadium" ở Odessa                                      |
| FC Enerhetyk Burshtyn         | 1:3 | FC Spartak Ivano-Frankivsk |                                                                            |
| FC Desna Chernihiv            | 4:0 | FC Arsenal Kharkiv         |                                                                            |
| FC Krymteplytsia Molodizhne   | 0:3 | FC Nyva Vinnytsia          |                                                                            |
| FC Real Odessa                | 0:2 | FC CSKA Kyiv               | (s.h.p.)), "SKA Stadium" in Odessa                                         |
| FC Naftovyk Dolyna            | 1:2 | MFK Mykolaiv               |                                                                            |
| FC Veres Rivne                | 2:4 | FC Podillya Khmelnytsky    |                                                                            |
| FC Vuhlyk Dymytrov            | 0:3 | FC Nafkom Brovary          | "Ukraina Stadium" in Dymytrov                                              |
| FC Tytan Armyansk             | 1:4 | FC Zorya Luhansk           |                                                                            |
| FC Tekhno-Tsentr Rohatyn      | 1:0 | FC Polissya Zhytomyr       |                                                                            |
| FC Hirnyk-Sport Komsomolsk    | 1:3 | FC Dynamo Simferopol       | "Politekhnik Stadium" (Kremenchuk?)                                        |
| FC Cherkasy                   | 2:0 | FC Hazovyk-Skala Stryi     |                                                                            |
| FC Bershad                    | 1:3 | FC Stal Dniprodzerzhynsk   | Kolos Stadium in Bershad                                                   |
| MFC Olexandria                | 0:3 | FC Spartak Sumy            | 8 tháng Tám (Ngày 7 tháng Tám PFC Olexandria)                              |
| FC Fakel Ivano-Frankivsk      | 0:7 | FC Chornomorets Odessa     | 14 tháng Tám tại "Naftovyk Stadium" (University) ở Ivano-Frankivsk         |
| FC Olimpia Yuzhnoukrainsk     | 0:4 | FC Volyn Lutsk             | 14 tháng Tám                                                               |
| FC Elektrometalurh Nikopol    | 1:4 | FC Dnipro Dnipropetrovsk   | 15 tháng Tám                                                               |
| FC Chornohora Ivano-Frankivsk | 1:5 | FC Illichivets Mariupol    | 15 tháng Tám tại "Nauka Stadium" (trước đây là Elektron) ở Ivano-Frankivsk |

### Vòng Hai
Vòng Hai diễn ra từ ngày 19 tháng Tám đến 22 tháng 8 năm 2004 với hầu hết các trận đấu diễn ra vào ngày 22 tháng Tám. Nếu không có gì trở ngại thì các trận đấu dự định diễn ra vào ngày 22 tháng Tám.
| FC Desna Chernihiv         | 2:1 | FC Borysfen Boryspil     | (s.h.p.)) 19 tháng Tám                             |
| FC Nyva Vinnytsia          | 2:2 | FC Arsenal Kyiv          | (pk: 4:2) 19 tháng Tám                             |
| FC Yavir Krasnopillya      | 0:6 | FC Dynamo Kyiv           | "Jubilee Stadium" ở Sumy, 20 tháng Tám             |
| FC Spartak Sumy            | 1:3 | FC Shakhtar Donetsk      | "Jubilee Stadium" ở Sumy, 21 tháng Tám             |
| FC Stal Dniprodzerzhynsk   | 2:3 | FC Metalurh Donetsk      | 21 tháng Tám                                       |
| FC Dynamo Simferopol       | 0:3 | FC Dnipro Dnipropetrovsk | "Krymteplytsia Stadium" ở Molodizhne, 21 tháng Tám |
| FC Podillya Khmelnytsky    | 0:3 | FC Illichivets Mariupol  | 21 tháng Tám                                       |
| FC Naftovyk Okhtyrka       | 4:0 | FC Vorskla Poltava       | 21 tháng Tám                                       |
| FC Cherkasy                | 3:2 | FC Chornomorets Odessa   | (s.h.p.)                                           |
| FC CSKA Kyiv               | 2:2 | FC Obolon Kyiv           | (pk: 6:5) "CSKA Stadium" ở Kiev                    |
| FC Zorya Luhansk           | 0:1 | FC Kryvbas Kryvyi Rih    | (s.h.p.)                                           |
| MFK Mykolaiv               | 0:1 | FC Metalurh Zaporizhia   |                                                    |
| FC Nafkom Brovary          | 1:2 | SC Tavriya Simferopol    | (s.h.p.)                                           |
| FC Spartak Ivano-Frankivsk | 0:3 | FC Volyn Lutsk           | "Khimik Stadium" in Kalush                         |
| FC Stal Alchevsk           | 2:0 | FC Metalist Kharkiv      |                                                    |
| FC Tekhno-Tsentr Rohatyn   | 0:2 | FC Karpaty Lviv          |                                                    |

### Vòng Ba (1/8)
Các trận đấu vòng Ba gồm 8 cặp đấu với 4 cặp đầu tiên đá ngày 11 tháng Chín, trong khi cặp còn lại ngày 12 tháng 9 năm 2004.
| FC Karpaty Lviv         | 0:1 | FC Dynamo Kyiv           |                          |
| FC CSKA Kyiv            | 1:2 | FC Shakhtar Donetsk      |                          |
| FC Stal Alchevsk        | 1:2 | FC Dnipro Dnipropetrovsk |                          |
| FC Naftovyk Okhtyrka    | 2:1 | FC Metalurh Donetsk      | "Jubilee Stadium" ở Sumy |
| FC Illichivets Mariupol | 1:2 | FC Volyn Lutsk           | (s.h.p.)                 |
| FC Desna Chernihiv      | 1:4 | FC Kryvbas Kryvyi Rih    |                          |
| FC Nyva Vinnytsia       | 1:0 | FC Metalurh Zaporizhia   |                          |
| FC Cherkasy             | 1:1 | SC Tavriya Simferopol    | (pk: 4:5)                |

### Tứ kết
Tứ kết bao gồm 2 lượt đi và về. Lượt đi dự định diễn ra ngày 16 tháng Mười, trong khi lượt về - ngày 20 tháng 11 năm 2004.
|                      | Lượt đi | Lượt về | Tổng tỉ số |                          |                                                        |
| -------------------- | ------- | ------- | ---------- | ------------------------ | ------------------------------------------------------ |
| FC Volyn Lutsk       | 1:2     | 0:4     | 1:6        | FC Dynamo Kyiv           | trận thứ hai diễn ra ngày 19 tháng Mười Một            |
| FC Shakhtar Donetsk  | 3:0     | 4:0     | 7:0        | SC Tavriya Simferopol    | Shakhtar chơi trên sân nhà "Olympic Stadium" ở Donetsk |
| FC Naftovyk Okhtyrka | 0:2     | 2:2     | 2:4        | FC Dnipro Dnipropetrovsk | second game took place in Novomoskovsk                 |
| FC Nyva Vinnytsia    | 2:1     | 0:2     | 2:3        | FC Kryvbas Kryvyi Rih    | trận đầu tiên diễn ra vào ngày 17 tháng Mười           |

### Bán kết
Các trận Bán kết diễn ra vào các ngày 21 tháng Tư và 4 tháng 5 năm 2005. 
|                       | Lượt đi | Lượt về | Tổng tỉ số |                          | |
| --------------------- | ------- | ------- | ---------- | ------------------------ | --- |
| FC Shakhtar Donetsk   | 2:1     | 0:0     | 2:1        | FC Dnipro Dnipropetrovsk | Shakhtar played its home game on "Olympic Stadium" in Donetsk, while Dnipro played its home game on "Meteor Stadium" |
| FC Kryvbas Kryvyi Rih | 1:1     | 0:2     | 1:3        | FC Dynamo Kyiv           | Dynamo played its home game on "Olympic Stadium" in Kiev                                                             |

### Chung kết
Trận Chung kết Cúp bóng đá Ukraina diễn ra vào ngày tháng Năm 29, 2005.
| FC Dynamo Kyiv | 1:0 | FC Shakhtar Donetsk |  |